# Divisió de Faisalabad
La divisió de Faisalabad fou una entitat administrativa del Panjab (Pakistan) que va existir fins a l'abolició de les divisions el 2000. La capital era Faisalabad (antiga Lyallpur). El 2000 la formaven els següents districtes:
- Districte de Faisalabad
- Districte de Toba Tek Singh
- Districte de Jhang